# Бойченко Іван Васильович (філософ)
Бо́йченко Іва́н Васи́льович (нар. 2 серпня 1948, Острів, Пустомитівський район, Львівська область — 24 жовтня 2007, Київ) — український вчений, академік Академії політичних наук України, Відмінник освіти України, доктор філософії, професор, педагог, фахівець у галузі філософії історії та методології науки.

## Життєпис
Народився 2 серпня 1948 року в селі Острів Пустомитівського району Львівської області. Школу закінчив із золотою медаллю в селі Шевченковому на Одещині. 
1966 року на філософському факультеті почалася академічна кар'єра Івана Васильовича Бойченка. У 1971 році він отримав диплом з відзнакою Національного університету імені Тараса Шевченка за спеціальністю «філософія». Потрапив до аспірантури в Інститут філософії АН України, куди того часу відбирали найперспективніших молодих науковців. Там і відбулося остаточне формування Івана Васильовича як науковця-дослідника — у гурті колег однодумців і за суворим, але дбайливим вишколом Володимира Ілліча Куценка. Під його керівництвом і були захищені спочатку кандидатська (1979), а потім і докторська (1991) дисертації.
Вже пізніше розгорнулася викладацька діяльність Івана Васильовича — за сумісництвом з науковими пошуками і як їх продовження: спочатку на рідному філософському факультеті у Київському національному університеті, за запрошенням тодішнього декана Миколи Феодосійовича Тарасенка, а потім — у Центрі гуманітарної освіти НАН України, за сприяння директора Центру Володимира Антоновича Рижка. Вже в цей період Іван Васильович підготував кілька методичних розробок та авторських навчальних курсів — для студентів та аспірантів, які вивчали філософію. Так, на посаді професора Іван Васильович працював за сумісництвом з 1992 р. по 1996 р. у Центрі гуманітарної освіти НАН України, де викладав філософію та філософію історії. Саме у Центрі гуманітарної освіти Іван Васильович отримує звання професора (1994). З часом він стає одним з учасників створення і одним з перших академіків Академії політичних наук України (1995).
Нову грань дослідницького таланту Івана Васильовича відкрила його робота науковим редактором, яку він розпочав у провідному вітчизняному науковому журналі з філософії «Філософська думка» і продовжував усе життя, редагуючи на найвищому теоретичному та методологічному рівнях наукові статті, монографії, а також здійснюючи рецензування і критично-конструктивний аналіз численних кандидатських та докторських досліджень.

Могила Івана Бойченка

Помер 24 жовтня 2007 року. Похований на Берковецькому кладовищі у місті Києві.

## Увічнення пам'яті
Вивченню внеску в культуру України вченого й педагога присвячено започатковані Національним університетом імені Тараса Шевченка, Інститутом філософії НАН України імені Григорія Сковороди та Центром гуманітарної освіти НАН України читання пам'яті Івана Бойченка.

## Наукова робота
Коло наукових інтересів Івана Васильовича: філософія як світогляд і методологія, соціальна філософія, філософія історії, філософія політики, теорія, методологія та логіка соціально-гуманітарного пізнання, історія філософії, філософія релігії, філософія міфології. Іван Васильович був одним із засновників оригінального напрямку філософсько-історичних досліджень у сучасній Україні — ним було обґрунтоване монадологічне розуміння історії, яке виросло з його досліджень цивілізаційної парадигми філософії історії, а також творчого порівняння цієї парадигми з марксистською формаційною парадигмою.
У його працях міститься системний аналіз проблем формування, розвитку та функціонування філософії історії, сутнісний аналіз та системне порівняння формаційного та цивілізаційного підходів, розглядаються найважливіші напрями та етапи розвитку класичної, некласичної, а також відмітні риси постнекласичної філософії історії, її співвідношення з іншими галузями пізнання та соціальної практики. Методологічні дослідження Івана Васильовича використовувались під час розробки нових напрямів спеціальних наукових досліджень, зокрема таких дисциплін, як українознавство та педагогічна валеологія.
Наукова та педагогічна спадщина вченого становить понад 450 праць, зокрема, дві індивідуальні та 22 колективні монографії; 38 підручників, навчальних та навчально-методичних посібників; 39 наукових статей; 345 статей у різних енциклопедичних словниках. Він був науковим керівником семи кандидатських і консультантом докторської дисертації.

## Нагороди та відзнаки
- Відмінник освіти України.
- почесна грамота Державного комітету інформаційної політики, телебачення та радіомовлення України (2000 р.)
- Премія Київського національного університету імені Тараса Шевченка за підручник «Філософія історії» (2001)